# Olmos de Ojeda (kommunhuvudort)
Olmos de Ojeda är en kommunhuvudort i Spanien.   Den ligger i provinsen Provincia de Palencia och regionen Kastilien och Leon, i den norra delen av landet, 260 km norr om huvudstaden Madrid. Olmos de Ojeda ligger 923 meter över havet och antalet invånare är 287.
Terrängen runt Olmos de Ojeda är platt söderut, men norrut är den kuperad. Olmos de Ojeda ligger nere i en dal. Runt Olmos de Ojeda är det glesbefolkat, med 15 invånare per kvadratkilometer. Närmaste större samhälle är Aguilar de Campóo, 15,7 km nordost om Olmos de Ojeda. Trakten runt Olmos de Ojeda består till största delen av jordbruksmark.